# Alcis muraria
Alcis muraria là một loài bướm đêm trong họ Geometridae.